# Uvaria farquharii
Uvaria farquharii är en kirimojaväxtart som beskrevs av John Hutchinson och John McEwan Dalziel. Uvaria farquharii ingår i släktet Uvaria och familjen kirimojaväxter. Inga underarter finns listade i Catalogue of Life.